# Förintelsemonumentet
Denkmal für die ermordeten Juden Europas (Monument över Europas mördade judar), Holocaust-Mahnmal eller Förintelsemonumentet i folkmun, är ett minnesmärke i centrala Berlin. Det tillägnades alla judar som blev mördade under förintelsen. Minnesmärket byggdes efter ritningar av arkitekten Peter Eisenman mellan 2003 och 2005 och upptar en yta av 19 000 kvadratmeter i närheten av Brandenburger Tor. Invigningen ägde rum den 10 maj 2005.
Minnesmärket består av 2711 betongpelare med olika höjd. Mellan dessa pelare finns 0,95 meter breda gångar. Till minnesmärket hör ett underjordiskt museum som visar bland annat en lista över alla judar, som man vet blev mördade under förintelsen.

## Bilder

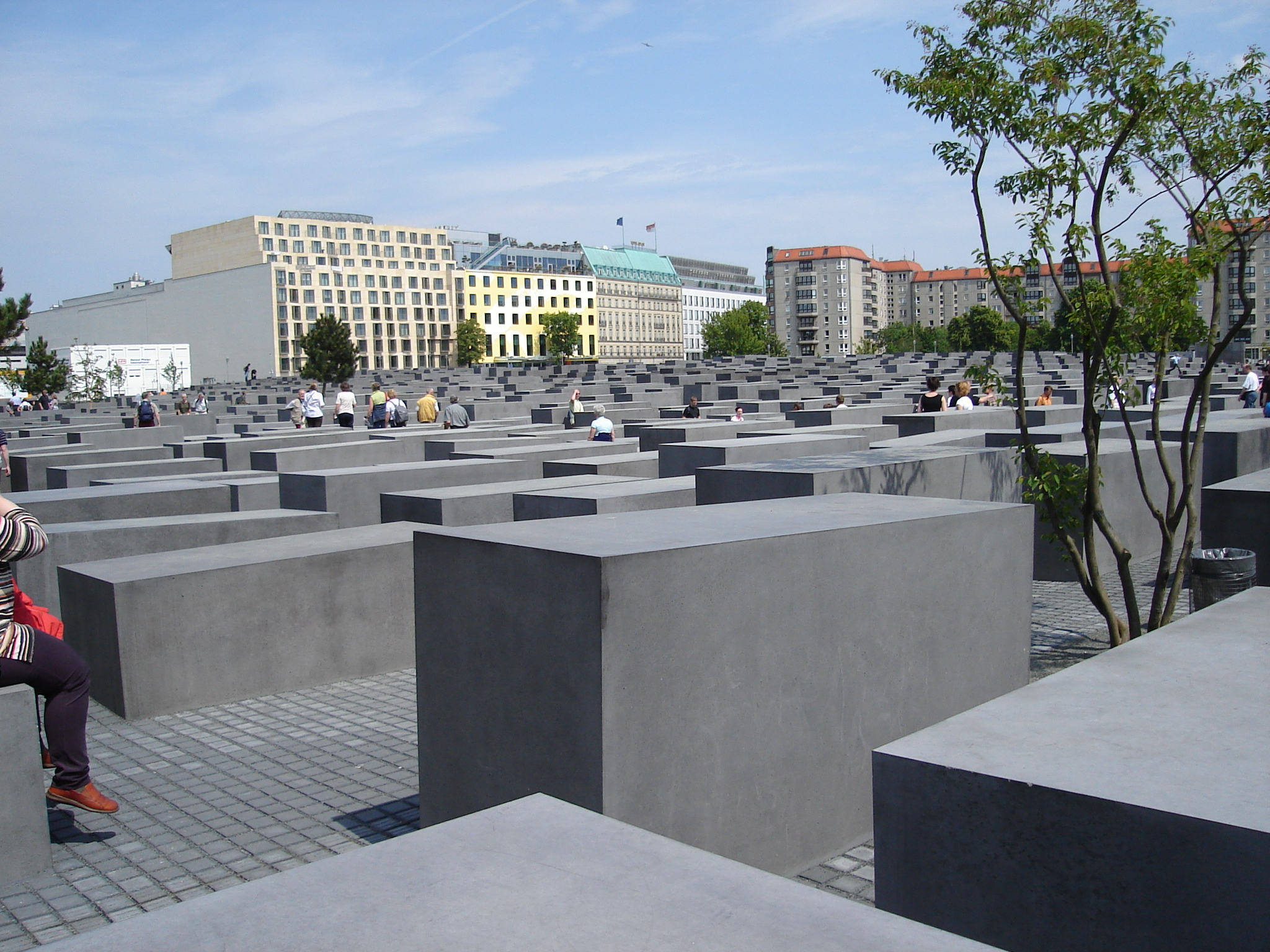
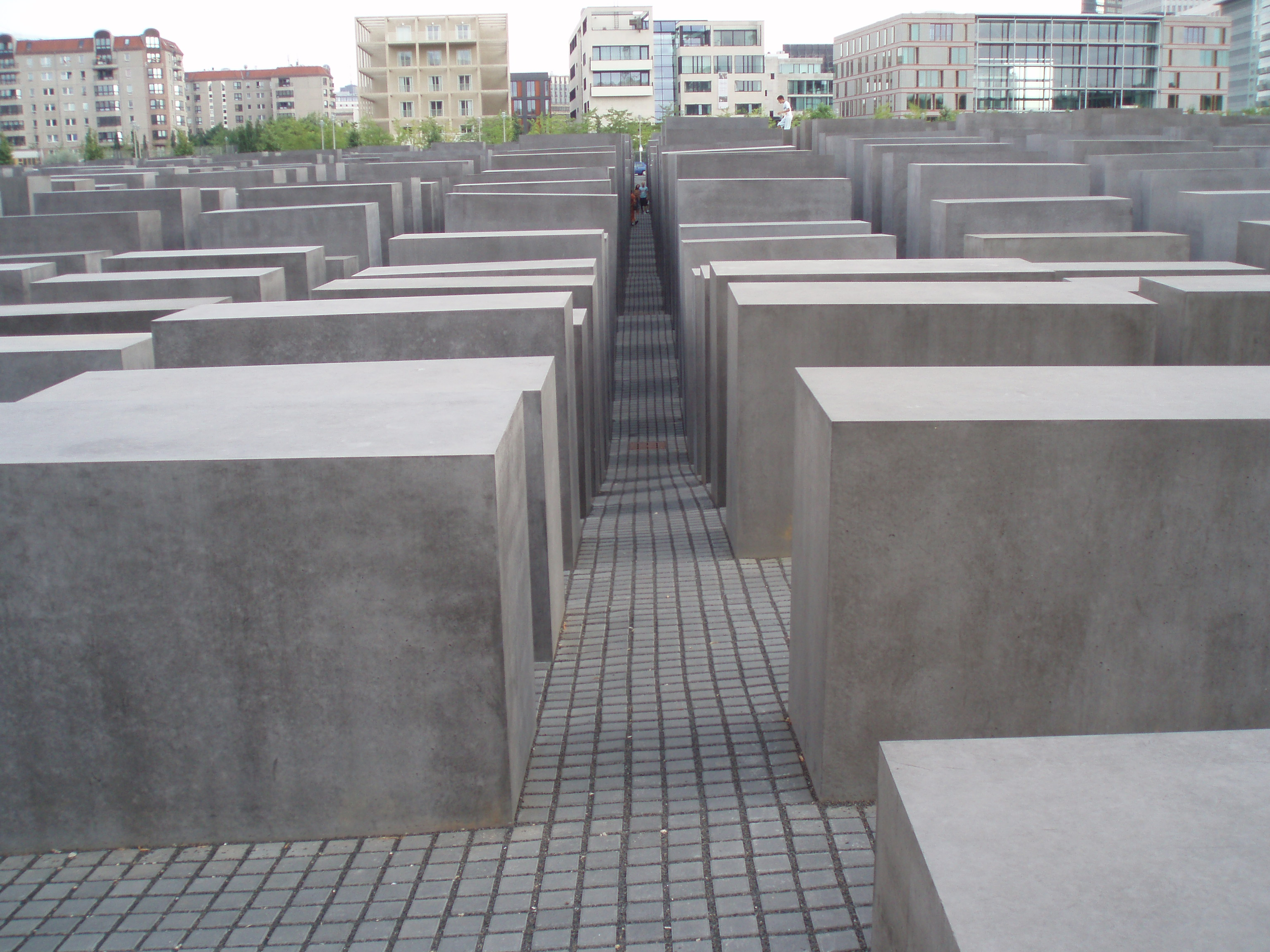
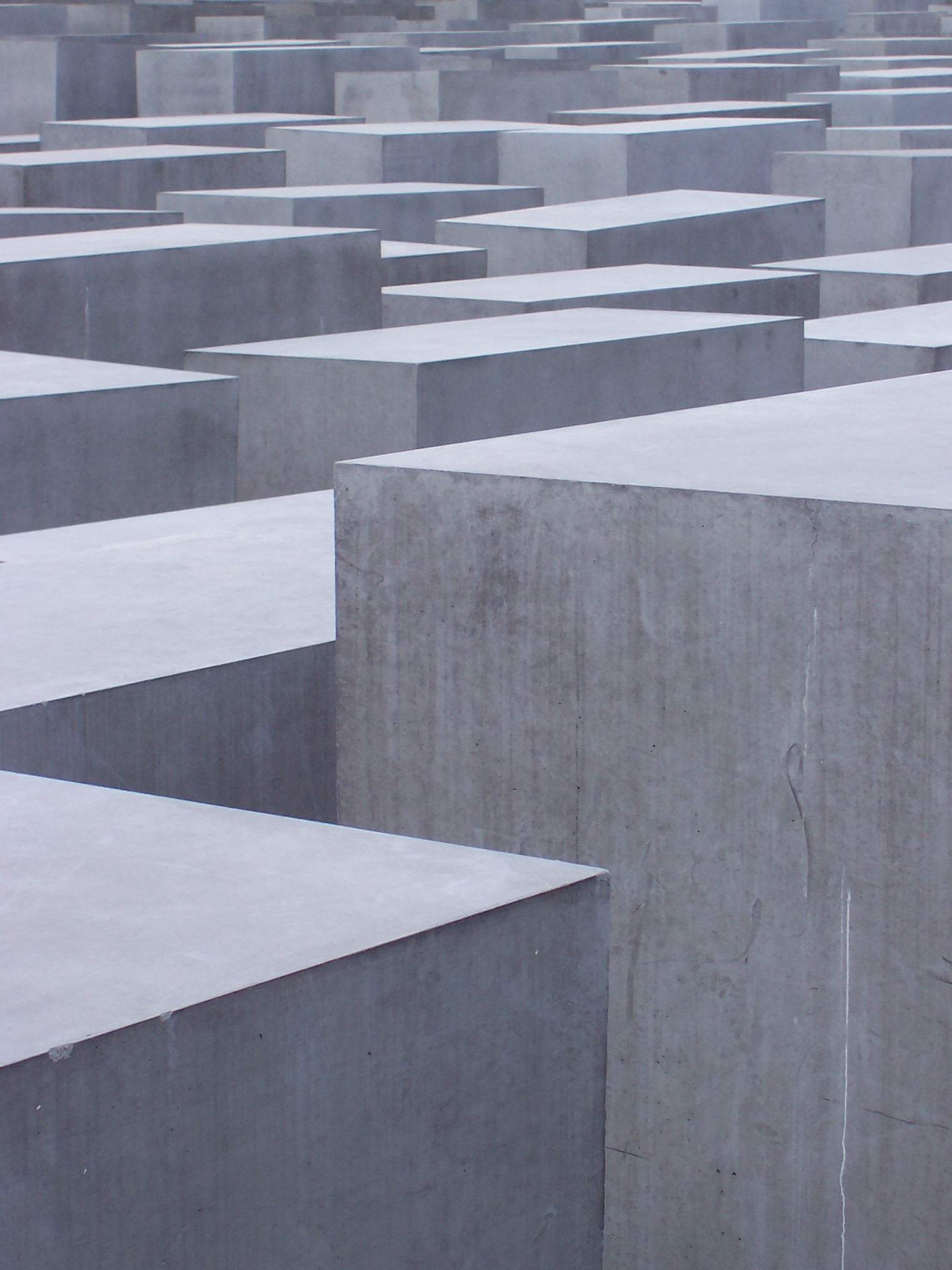
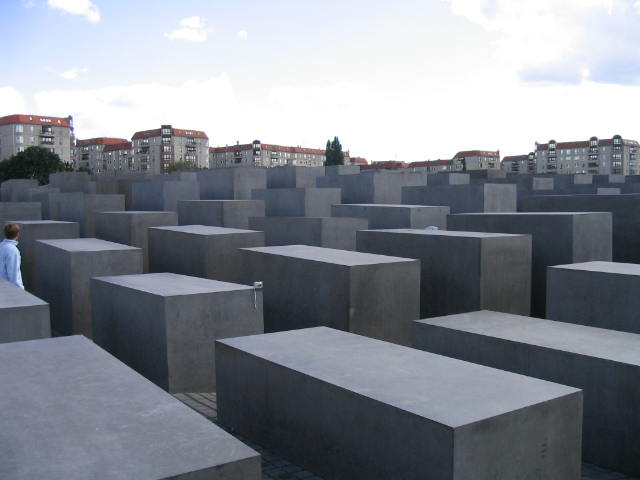